# Виейра-ду-Минью
Виейра-ду-Минью (Вьейра-ду-Минью, порт. Vieira do Minho; [vi'ɐiɾɐ du 'miɲu]) — посёлок городского типа в Португалии, центр одноимённого муниципалитета в составе округа Брага. Находится в составе крупной городской агломерации Большое Минью. По старому административному делению входил в провинцию Минью. Входит в экономико-статистический субрегион Аве, который входит в Северный регион. Численность населения — 2,3 тыс. жителей (посёлок), 14,7 тыс. жителей (муниципалитет). Занимает площадь 220,15 км².
Покровителем посёлка считается Дева Мария.

## Расположение
Посёлок расположен в 25 км на северо-восток от адм. центра округа города Брага.
Муниципалитет граничит:
- на севере — муниципалитеты Терраш-де-Бору, Монталегре
- на востоке — муниципалитет Монталегре
- на юго-востоке — муниципалитет Кабесейраш-де-Башту
- на юге — муниципалитет Фафе
- на юго-западе — муниципалитет Повуа-де-Ланьозу
- на северо-западе — муниципалитет Амареш

## История
Посёлок основан в 1514 году.

## Население
| Численность населения муниципалитета по годам | Численность населения муниципалитета по годам | Численность населения муниципалитета по годам | Численность населения муниципалитета по годам | Численность населения муниципалитета по годам | Численность населения муниципалитета по годам | Численность населения муниципалитета по годам | Численность населения муниципалитета по годам | Численность населения муниципалитета по годам |
| --------------------------------------------- | --------------------------------------------- | --------------------------------------------- | --------------------------------------------- | --------------------------------------------- | --------------------------------------------- | --------------------------------------------- | --------------------------------------------- | --------------------------------------------- |
| 1801                                          | 1849                                          | 1900                                          | 1930                                          | 1960                                          | 1981                                          | 1991                                          | 2001                                          | 2004                                          |
| 3953                                          | 13 465                                        | 14 904                                        | 15 382                                        | 18 920                                        | 17 931                                        | 15 775                                        | 14 724                                        | 14 474                                        |

## Состав муниципалитета
В муниципалитет входят следующие районы:
| - Аниссо - Анжуш - Кампуш - Канисада - Кантелайнш - Кова - Эйра-Ведра - Лореду - Моштейру - Парада-ду-Бору | - Пиньейру - Россаш - Руйвайнш - Саламонди - Соэнгаш - Сотелу - Табуасаш - Вентоза - Виейра-ду-Минью - Вилар-Шан |